# USP46
USP46 (англ. Ubiquitin specific peptidase 46) – білок, який кодується однойменним геном, розташованим у людей на 4-й хромосомі. Довжина поліпептидного ланцюга білка становить 366 амінокислот, а молекулярна маса — 42 442.
| 10         |  | 20         |  | 30         |  | 40         |  | 50         |
| ---------- |  | ---------- |  | ---------- |  | ---------- |  | ---------- |
| MTVRNIASIC |  | NMGTNASALE |  | KDIGPEQFPI |  | NEHYFGLVNF |  | GNTCYCNSVL |
| QALYFCRPFR |  | ENVLAYKAQQ |  | KKKENLLTCL |  | ADLFHSIATQ |  | KKKVGVIPPK |
| KFISRLRKEN |  | DLFDNYMQQD |  | AHEFLNYLLN |  | TIADILQEEK |  | KQEKQNGKLK |
| NGNMNEPAEN |  | NKPELTWVHE |  | IFQGTLTNET |  | RCLNCETVSS |  | KDEDFLDLSV |
| DVEQNTSITH |  | CLRDFSNTET |  | LCSEQKYYCE |  | TCCSKQEAQK |  | RMRVKKLPMI |
| LALHLKRFKY |  | MEQLHRYTKL |  | SYRVVFPLEL |  | RLFNTSSDAV |  | NLDRMYDLVA |
| VVVHCGSGPN |  | RGHYITIVKS |  | HGFWLLFDDD |  | IVEKIDAQAI |  | EEFYGLTSDI |
| SKNSESGYIL |  | FYQSRE     |  |            |  |            |  |            |

A: Аланін

C: Цистеїн

D: Аспарагінова кислота

E: Глутамінова кислота

F: Фенілаланін

G: Гліцин

H: Гістидин

I: Ізолейцин

K: Лізин

L: Лейцин

M: Метіонін

N: Аспарагін

P: Пролін

Q: Глутамін

R: Аргінін

S: Серин

T: Треонін

V: Валін

W: Триптофан

Кодований геном білок за функціями належить до гідролаз, протеаз, тіолових протеаз. 
Задіяний у таких біологічних процесах, як убіквітинування білків, альтернативний сплайсинг. 
Білок має сайт для зв'язування з іонами металів, іоном цинку. 